# Sées
Sées è un comune francese di 4 956 abitanti situato nel dipartimento dell'Orne nella regione della Normandia.

## Monumenti e luoghi d'interesse

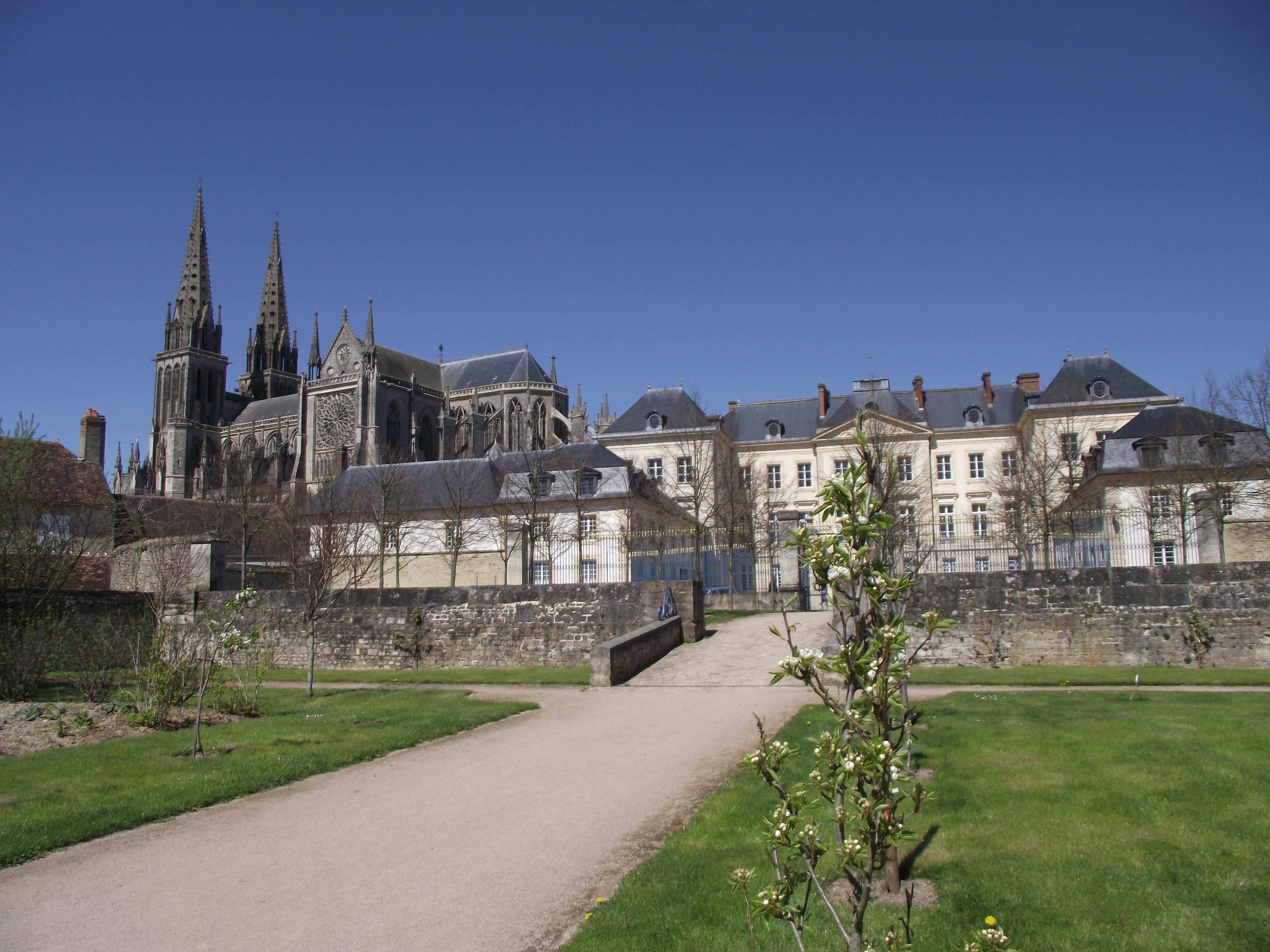
Veduta della Cattedrale con il Palais d'Argentré

- Cattedrale di Sées. Eretta sul sito di tre edifici precedenti, l'attuale chiesa venne costruita in stile gotico fra il 1210 e il 1310. Le sue guglie gemelle dominano il panorama della cittadina e dei dintorni.
- Chapitre canoniale. Il Capitolo della canonica sorge sulla place De Gaulle, sul fianco sinistro della cattedrale. Risale al XII secolo e fu poi rimaneggiato nei secoli successivi. È l'ultima vestigia della città episcopale.
- Palais d'Argentré. Vecchio palazzo episcopale, venne eretto in stile tardo-barocco a partire dal 1778 dall'architetto Joseph Brousseau per ordine del vescovo Jean-Baptiste du Plessis d'Argentré, da cui il nome. Dismesso, venne utilizzato come seminario fra il 1921 e il 1940. Dal 2018 accoglie un collegio femminile: l'Institution Sainte-Anne.

## Società

### Evoluzione demografica
Abitanti censiti